# 吉永登
吉永 登（よしなが みのる、1906年1月16日 - 1989年1月28日）は、日本の国文学者。
奈良県出身。1927年関西大学専門部国文科卒。1960年「万葉集の研究」で関西大文学博士。1943年関西大学専門部教授、1948年同文学部教授、1976年定年、名誉教授。1978年勲三等旭日中綬章受章。

## 著書
- 『万葉 その異伝発生をめぐって』関西大学文学部国語国文学研究室 1955。全国書誌番号:55010024、NCID BN1083868X。　増訂版 和泉書院 1986。ISBN 487088206X
- 『万葉集』三一書房 古典とその時代 1957。全国書誌番号:57005830、NCID BN05776696。
- 『万葉 文学と歴史のあいだ』創元社 1967。全国書誌番号:67002528、NCID BN0468073X。
- 『万葉 通説を疑う』創元社 1969。全国書誌番号:75011469、NCID BN04009760。
- 『万葉 その探求』現代創造社 1981。ISBN 4874770150

### 記念論文集
- 『吉永登先生古稀記念上代文学論集』関西大学文学会 1975。全国書誌番号:75006699、OCLC 492055856。

## 論文
- <吉永登